# Nanette Barragán
Nanette Diaz Barragán (Los Angeles, 15 settembre 1976) è una politica statunitense, membro della Camera dei Rappresentanti per lo stato della California.

## Biografia
Figlia di immigrati messicani, Nanette Barragán crebbe a Carson, in California e si laureò in scienze politiche all'Università della California, Los Angeles e in legge alla University of Southern California.
Nel 2013 venne eletta nel consiglio comunale di Hermosa Beach, dove si batté soprattutto in favore dell'ambiente opponendosi a delle trivellazioni petrolifere nell'area del comune. Nel 2015 divenne sindaco pro tempore della città, prima donna ispanica a ricoprire la carica.
Poco dopo però si dimise per candidarsi al seggio della Camera rappresentante il quarantaquattresimo distretto della California, lasciato vacante da Janice Hahn. La sua candidatura fu subito sostenuta da molti parlamentari ispanici nonché da gruppi femministi, progressisti e ambientalisti, dal governatore della California Jerry Brown e dal sindaco di Los Angeles Eric Garcetti. Nelle cosiddette jungle primaries (primarie a cui partecipano i candidati di tutti i partiti e che qualificano i due più votati alle elezioni generali) dell'8 giugno arrivò seconda dopo il compagno di partito Isadore Hall. Nelle elezioni generali dell'8 novembre ribaltò però il verdetto, imponendosi di misura con il 51,2% dei voti.